# Oliarus oryzae
Oliarus oryzae är en insektsart som beskrevs av Matsumura 1911. Oliarus oryzae ingår i släktet Oliarus och familjen kilstritar. Inga underarter finns listade i Catalogue of Life.